# Медьєр (плем'я)
Медьєр (угор. Megyer, грец. μεγέρη) — одне із семи угорських племен, що входило в давньоугорську конфедерацію племен епохи малого переселення народів, періоду вторгнення в Паннонію кінця IX — початку Х ст. та «Завоювання батьківщини на Дунаї» у вигляді заснованої там близько 1000 року християнської монархії — Угорського королівства.
Медьєр — це головне і найбільше плем'я угорців, від якого відбувається власне самоназва угорців у формі «Magyar» (модьори, мадьари). «Magyar» в більшості випадків використовується для позначення угорського народу, а «Megyer» (Медьєр) в даний період вживається в назвах місцевості; перша назва має давньоугорську форму «mogueri», друга назва у Костянтина Багрянородного має написання «Megyeri» — обидва етноніма є варіантами однієї й тієї ж назви. Цей же етнонім гіпотетично зіставляється з назвою середньовічного міста Маджар, що розташовувався на місці нинішнього Будьонновська. 
Плем'я Медьєр згадує Костянтин VII Багрянородний в його праці «Про управління імперією». Більшість дослідників серед фінно-угорських родових підрозділів угорське плем'я Megyer зіставляє з етнічними групами мішари, мещера. За тюркською етимологією, Дюла Немет показує досить чітку систему для розшифровки восьми племінних назв відносячи їх до печенігів. Так за цією версією племінна назв є поєднанням тюркської назви коня і гідності. Арпад Берта (угор. Berta Árpád) теж шукав аналогічне  аналогічне рішення, яке б дозволило вирішити питання про ім'я угорських племен. Він вважав, що розшифровка назви місцевостей є головним чинником, що впливає на зміни вимови людьми різних назв, наприклад, в тюркських мовах.
В період початку XX ст. за переконанням І. Маркварт (J. Marquart) (1864-1930) цей народ був ототожнений з болгарським племенем Бурзан (Burǰan, Burgan).
Всі племена, що входили в склад давньоугорську конфедерацію племен:
1. Єну — (угор. Jenő, грец. γενάχ)
2. Кеси — (угор. Keszi, грец. κασή)
3. Кийр — (угор. Kér, грец. καρή)
4. Кюртдьормот — (угор. Kürtgyarmat, грец. κουςτουγερμάτου)
5. Медьєр — (угор. Megyer, грец. μεγέρη)
6. Нєйк — (угор. Nyék, грец. νέκη)
7. Тор'ян — (угор. Tarján, грец. ταριάνου)
8. Кавари — (угор. Kabarok, грец. κάβαροι)